# Гирич Віктор Сергійович
Ві́ктор Сергі́йович Ги́рич (нар. 23 жовтня 1952, с. Руська Поляна Черкаського району, нині Черкаської області) — український театральний режисер; театральний педагог; директор-художній керівник Київського академічного театру юного глядача на Липках (1991 — 2021). Заслужений діяч мистецтв України (1995), Народний артист України (2009).

## Життєпис
Народився в 1952 році. У 1978 році закінчив режисерський факультет КДІТМ ім. І. К. Карпенка-Карого.
З 1978 по 1984 рік працював у Київському державному академічному театрі російської драми ім. Лесі Українки, де брав участь у постановках 6 вистав. У цей же період здійснював постановки у Черкаському, Волинському та Могильовському драматичних театрах.
У 1984 році був запрошений до Київського театру юного глядача на постановку вистави «Лісова пісня» Лесі Українки, яка на ІІ Республіканському фестивалі театрів для дітей та молоді у місті Сумах здобула ІІІ премію. З цього часу В. С. Гирич плідно працює у ТЮГу як черговий режисер, створюючи вистави для дітей і для дорослих. У виставах для дорослих режисер тяжів до актуальних гострих тем («Фатальна помилка» М. Рощіна, «Еквус» П. Шеффера).
У липні 1991 році Віктор Гирич був призначений головним режисером театру, а у листопаді цього року рішенням колективу він був обраний художнім керівником Київського державного театру юного глядача. На цій посаді співпрацював з талановитими та високопрофесійними художниками, композиторами, балетмейстерами; насичував репертуар творчого колективу постановками за класичною та сучасною літературою. Серед постановок: «Король Дроздобород» (рік прем'єри — 1986), «Троє поросят» (1989), «Людвігу XIV — УРА!» (1991), «Різдвяна ніч» (1993), «Ша–ша–ша–ша–ша» (1994), «Серце П'єро» (1996), «Чарівна Пеппі» (1998). Режисер звертався до класики дитячої літератури (брати Грімм, Андерсен, Ліндгрен), до класичної драматургії: вистави («Різдвяна ніч» М. Гоголя, «Фігаро» П.-О. Бомарше, «Чайка» А. Чехова, «Ромео і Джульєтта» Шекспіра) відображали пошук нового способу спілкування з глядачем через асоціативно-метафоричний ряд. Загалом на сцені Київського театру юного глядача на Липках режисер здійснив понад 20 постановок.
Віктор Гирич — режисер, якому притаманні фантазія, здатність до філософського узагальнення, прагнення глибоко розкрити авторський задум, осучаснивши та втіливши його в яскравій сценічній формі. У виставі «Ярмарковий гармидер» І. та Я. Златопольських (2005) Гирич виступав як послідовник театру Леся Курбаса.

### Сім'я
Одружений з відомою акторкою Анжелікою Гирич (до шлюбу Горб).

## Нагороди, відзнаки
- 1998 — Заслужений діяч мистецтв України[3]
- 2001 — Орден «За заслуги» III ступеня
- 2009 — Народний артист України[4]
- 2013 — Орден «За заслуги» II ступеня[5]
- 2016 — Мистецька премія «Київ» імені Амвросія Бучми — за виставу «Сон» за творами Т. Г. Шевченка (режисер-постановник, 2014)[6]
- 2018 — Орден «За заслуги» I ступеня[7]